# Enrique Tomás Cresto (nieto)
Enrique Tomás Cresto (Concordia, 26 de marzo de 1976) es un político y abogado argentino del Partido Justicialista. Comenzó a militar y desde muy joven, acompañando a su padre y a su abuelo. Se desempeñó como Diputado Provincial de Entre Ríos; Senador Provincial y, desde el 2015, Intendente de Concordia. Formó parte del Gabinete Nacional de Alberto Fernández al frente del Ente Nacional de Obras Hídricas de Saneamiento (ENOHSA). Se encuentra en ejercicio de su segundo mandato como Intendente de Concordia.

## Biografía
Es hijo del dos veces intendente de Concordia, Juan Carlos Cresto, y de Laura Martínez Pass de Cresto, senadora nacional (MC). Además, es nieto del exgobernador de Entre Ríos de igual nombre.
Dos días antes de su nacimiento, su abuelo, entonces gobernador de Entre Ríos, fue derrocado por la dictadura cívico-militar que llevó adelante el golpe de 1976.
A los 14 años comenzó a competir en pruebas combinadas de atletismo (Duatlón y Triatlón), destacándose en competencias nacionales e internacionales. Actualmente sigue vinculado al deporte desde la faz dirigencial y organizativa.
Durante su juventud militó en diversas organizaciones estudiantiles y sociales y en la Juventud Peronista. Tras ocupar distintos cargos de gestión, en 2003 fue electo por primera vez en un cargo electivo, siendo elegido diputado provincial de Entre Ríos por el PJ. Fue senador provincial y presidente del bloque de senadores justicialistas.
Estudió y se recibió de abogado en la Universidad Nacional del Litoral (Santa Fe).
Está casado con la empresaria Leticia Ponzinibio con quien tiene 4 hijos, los mellizos Juan Enrique y María Victoria, Vicente Tomás y Ema.

## Actividad deportiva
Durante su juventud fue un deportista de elite en pruebas combinadas (Duatlón y Triatlón). Comenzó a competir en pruebas combinadas a los 14 años. Con 16 años integró el plantel argentino de Triatletas que participó de la competición de la especialidad en octubre de 1992 en Toronto, Canadá, siendo el único "junior" de la delegación.
Recibió tres veces el premio "San Antonio de Padua de la Concordia", distinción anual que se entrega a los deportistas destacados de la ciudad de Concordia.
Algunos de sus títulos:
- Subcampeón Argentino de Triatlón (Temporada 91/92)
- Campeón Argentino de Duatlón (Temporada 1992)
- Campeón entrerriano de Triatlón (Temporada 92/93)
- Campeón entrerriano de Duatlón (Temporada 1993)
- Campeón regional de Triatlón (Temporada 93/94)
- Subcampeón Sudamericano de Triatlón (1994)

Sigue vinculado al deporte desde la faz dirigencial, siendo el director general de organización del Maratón Internacional de Reyes de Concordia, una de las principales pruebas atléticas que se realizan en la provincia de Entre Ríos.

## Actividad política
En la década del '90, en el inicio de su actividad política, fue elegido Presidente de la Juventud Peronista de Concordia, y fue Congresal Nacional de la Juventud Peronista.
Ya recibido de abogado, ejerció como Juez de Faltas del Municipio de Estancia Grande, y fue presidente de la Caja Forense de Concordia.
En las elecciones de 2003 integra la lista de candidatos a Diputados provinciales del PJ, y accede a su primer cargo electivo. En esa función presidió la Comisión de Legislación de la Cámara de Diputados, y la Comisión de Asuntos Institucionales de Municipios y Comunas de la Comisión Interparlamentaria Conjunta de la Región. En 2004 fue el diputado que más proyectos de ley presentó en la legislatura.
En las elecciones de 2007 fue candidato a vicegobernador de la Provincia, integrando fórmula con Julio Solanas por el Frente para la Victoria y la Justicia Social.
En el primer mandato de gestión del gobernador Sergio Urribarri (2007-2011) fue nombrado secretario de la Gobernación para la región de Salto Grande.
En las elecciones de octubre de 2011 fue electo senador provincial por el Departamento Concordia por el Frente Justicialista para la Victoria. Además es jefe del bloque justicialista en la Cámara de Senadores de Entre Ríos. En 2014 destacó como el senador con más producción legislativa.
Fue presidente de la Fundación Conased, ONG que ha impulsado distintas actividades de inclusión social, como el Carnaval de los Pequeños Duendes, Concurso de Búsqueda de Nuevos Talentos, Campaña del Abrigo, Agentes de Lectura, Atención a Niños en Situación de Calle, Atletismo de Pruebas de Calle, Distinción Hombres y Mujeres del Siglo, Navidad Solidaria, Campaña de Útiles Escolares, Maratón Estudiantil, Canje Libro por Libro, etc.
Es fundador y presidente de la Asociación de Estudios y Proyectos para el Progreso de la Región.
En las elecciones generales del 25 de octubre de 2015 resulta elegido intendente de Concordia por el partido Frente para la Victoria, para suceder al entonces intendente Gustavo Bordet, que asume la Gobernación entrerriana. Enrique Cresto asumió la intendencia de Concordia el 10 de diciembre de 2015.
Desde 2016 preside el Bloque Federal de Intendentes Peronistas de la Federación Argentina de Municipios (FAM).
Preside el Consorcio InterMunicipal Concordia, que nuclea a los cinco municipios y las Juntas de Gobierno del departamento Concordia, órgano estatal supramunicipal incluido en la Constitución de Entre Ríos en su reforma de 2008.
Ha trabajado mucho con el intendente uruguayo Andrés Lima (intendente de la ciudad de Salto, República Oriental del Uruguay), con quien ha contribuido a la integración y desarrollo regional, impulsado obras estratégicas de infraestructura para la actividad económica de la zona, como la construcción de la nueva Planta Potabilizadora de Agua de Concordia, el Aeropuerto Binacional de Concordia, y el Puerto de Barcazas (en proyecto) de la ciudad de Salto.
En las elecciones del 9 de junio de 2019, fue reelecto intendente de Concordia con el 57 % de los votos.
En enero de 2020 fue convocado por el presidente de la Nación, Alberto Fernández, a conformar el gabinete nacional al frente del Ente Nacional de Obras Hídricas de Saneamiento (ENOHSA). 
Al frente de este organismo, dependiente del Ministerio de Obras Públicas de la Nación, realiza un labor de expansión y federalización de la obra pública de agua y sanemiento, trabajando en conjunto con los gobiernos provinciales y locales de todo el país. 
Desde el ENOHSA, impulsó el Proyecto de Políticas Públicas Federales para el Acceso al Agua y Saneamiento. 
En octubre de 2022 reasumió la conducción de la Municipalidad de Concordia como así también Juan Zabaleta en el mismo mes y Jorge Ferraresi en noviembre además siendo el segundo intendente en renunciar del Ministerio de Obras Públicas después de Martin Gill.

## Publicaciones
- 30 años. Consolidación de la Democracia en la Argentina. (2013).[5]